# رئيس وزراء المملكة المتوكلية اليمنية
كان رئيس وزراء المملكة المتوكلية اليمنية هو رئيس حكومة ما يعرف الآن بشمال اليمن. يعين الملك رئيس الوزراء وتقلد الوزارة خمسة رؤساء خلال حكم الإمام أحمد وابنه البدر.

## القائمة
| م                                     | رئيس الوزراء (ولادة–وفاة)              | مدة المنصب     | مدة المنصب     | الإمام(فتره الحكم)       |
| م                                     | رئيس الوزراء (ولادة–وفاة)              | تولى المنصب    | ترك المنصب     | الإمام(فتره الحكم)       |
| ------------------------------------- | -------------------------------------- | -------------- | -------------- | ------------------------ |
| 1                                     | إبراهيم بن يحيى حميد الدين (1915–1948) | 17 فبراير 1948 | 18 فبراير 1948 | أحمد بن يحيى (1948–1962) |
| 2                                     | علي بن عبد الله الوزير (1900–1980)     | فبراير 1948    | أبريل 1948     | أحمد بن يحيى (1948–1962) |
| 3                                     | حسن بن يحيى (1908–2003)                | أبريل 1948     | 18 يونيو 1955  | أحمد بن يحيى (1948–1962) |
| شاغر (18 يونيو 1955 - 28 سبتمبر 1962) |                                        |                |                | أحمد بن يحيى (1948–1962) |
| 4                                     | أحمد السياري (و. 1924)                 | 5 أكتوبر 1962  | 17 أكتوبر 1962 | محمد البدر (1962–1970)   |
| 5                                     | حسن بن يحيى (1908–2003)                | أكتوبر 1962    | 11 أبريل 1967  | محمد البدر (1962–1970)   |
| 6                                     | عبد الرحمن بن يحيى (و. 1937)           | أبريل 1967     | 15 يناير 1969  | محمد البدر (1962–1970)   |
| 7                                     | حسن بن يحيى (1908–2003)                | 15 يناير 1969  | 1 ديسمبر 1970  | محمد البدر (1962–1970)   |

## الحواشي
1. ↑  "Countries YZ". Rulers. مؤرشف من الأصل في 2021-08-14. اطلع عليه بتاريخ 2016-08-22.

## روابط خارجية
- دول العالم - اليمن الشمالي